# باول لي (رسام)
باول لي (بالإنجليزية: Paul Lee)‏ هو رسام بريطاني، ولد في 16 يونيو 1974 في إيلفورد ‏ في المملكة المتحدة.